# Nola maria
Nola maria är en fjärilsart som beskrevs av William Schaus 1921. Nola maria ingår i släktet Nola och familjen trågspinnare. Inga underarter finns listade i Catalogue of Life.